# Bojacá
Bojacá là một khu tự quản thuộc tỉnh Cundinamarca, Colombia. Thủ phủ của khu tự quản Bojacá đóng tại Bojacá Khu tự quản Bojacá có diện tích ki lô mét vuông. Đến thời điểm ngày 28 tháng 5 năm 2005, khu tự quản Bojacá có dân số 4846 người.